# Patientenregister
Ein Patientenregister dient zur Erfassung von Patienten und deren Krankheitsverlauf in einer Sammlung. 
Der Begriff Patientenregister bezeichnet meist ein Datenbanksystem zur Erfassung von Patienten und deren Behandlungsdaten, die einer spezifischen Erkrankungsart oder Patientengruppe zuzuordnen sind. Für die Erfassung der Daten werden unterschiedliche Systeme eingesetzt. Bisher wurde oft mit statischen Listen gearbeitet, immer häufiger werden jedoch Systeme eingesetzt, die zusätzliche Funktionen bieten.

## Anwendung
Mit Hilfe eines Patientenregisters werden nicht nur Erkrankungsmerkmale dokumentiert, sondern auch spezifische Behandlungsmethoden aufgezeichnet (sowohl in Systematik oder auch Medikation etc.), sowie das Ansprechen der Patienten auf die gewählte Behandlung erfasst. Ein Patientenregister wird meistens von einer Gruppe von Ärzten befüllt und genutzt.
So kann der einzelne Mediziner anhand des Registers auf den Krankheitsverlauf verschiedener Patienten mit jeweils unterschiedlichen Behandlungsmethoden zurückgreifen und in die Auswahl seiner Behandlung mit einfließen lassen. 
Weiters werden Patientenregister herangezogen, um klinische Studien zu unterstützen. Entweder liefern diese Daten, die in Folge für Auswertungen verwendet werden oder es stehen bereits im Register Auswertungen zur Verfügung. 
Moderne Systeme funktionieren ortsunabhängig und ermöglichen damit die überregionale Zusammenarbeit von Ärzten. Dies stellt vor allem bei seltenen Erkrankungen einen erheblichen Vorteil bei der Auswahl der jeweiligen Therapiemethode dar. 

## Anonymität
Um Datenschutzbestimmungen gerecht zu werden, sind in vielen Patientenregistern die Patienten anonym erfasst. So wird der einzelne Patient und seine Privatsphäre geschützt und die Daten können dennoch für die Unterstützung und Weiterentwicklung der Behandlung herangezogen werden.